# Aitik
Aitik er en kobbermine, der ligger cirka 15 kilometer sydøst for Gällivare i Lappland i det nordligste Sverige.
Minen, der blev etableret i 1968, ejes af Boliden AB via datterselskabet Boliden Mineral og er Skandinaviens største dagbrud og en af Europas største kobberminer. Minen har omkring 600 ansatte og er den største private arbejdsgiver i Gällivare kommune. Minen beregnes ifølge nuværende prognoser at have en levetid til 2029.